# Uncertainty
Uncertainty est un film américain sorti en 2009 de style drame/thriller, écrit, produit et réalisé par Scott McGehee et David Siegel, deux réalisateurs indépendants. Les personnages principaux sont interprétés par Lynn Collins et Joseph Gordon-Levitt. Il a été projeté pour la première fois au Festival international du film de Toronto.

## Synopsis
Bobby et Kate sont ensemble depuis 10 mois et Kate vient de tomber enceinte. Le film retrace une période d'incertitude : ils se demandent s'ils doivent garder le bébé. Ils se retrouvent au milieu d'un pont et décident alors de jouer à pile ou face. Dès que la pièce touche le sol, pendant cet instant, hors du temps, d'incertitude, chacun court dans une direction différente. Dès lors, l'on suit deux histoires indépendantes relatant chacune une des deux options possibles.
L'une se passe à Brooklyn lorsque le couple décide de rendre visite à la famille de Kate.
La seconde est à Chinatown où le couple trouve un téléphone portable qui vaut 500 000 dollars et se retrouve impliqué dans une affaire de rançon doublée d'une course-poursuite qui met leurs vies en danger.
Il est très facile de discerner les deux scénarios par le choix des couleurs vertes et jaunes caractéristiques de chaque option.

## Fiche technique
- Réalisation et scénario : Scott McGehee et David Siegel
- Production : Becky Glupczynski, Scott McGehee et David Siegel
- Pays d'origine :  États-Unis
- Langue originale : anglais
- Durée : 105 minutes
- Dates de sortie : 
  - 8 septembre 2008 (Festival international du film de Toronto)
  - 13 novembre 2009  États-Unis
  - 25 juillet 2012  France directement en DVD sous le titre The Way(s)

## Distribution
- Lynn Collins (V. F. : Sybille Tureau) : Kate
- Joseph Gordon-Levitt (V. F. : Alexis Victor) : Bobby
- Assumpta Serna : Sylvia